# Bolitoglossa gomezi
Bolitoglossa gomezi is een salamander uit de familie longloze salamanders (Plethodontidae). De soort werd voor het eerst wetenschappelijk beschreven door David Burton Wake, Jay Mathers Savage en James Hanken in 2007. De soortaanduiding gomezi is een eerbetoon aan Luis Diego Gómez.

## Verspreiding en habitat
De salamander komt voor in delen van Midden-Amerika en leeft in de landen Costa Rica en Panama. Bolitoglossa gomezi leeft in de bergbossen en nevelwouden aan de Pacifische zijde van de Cordillera de Talamanca. In Costa Rica komt de soort voor in het gebied van de Fila Costeña bij Las Cruces en Finca Loma Linda tussen 1170 en 1250 meter hoogte boven zeeniveau. Uit Panama is Bolitoglossa gomezi bekend uit de vallei van de Río Candela, op hoogtes tussen de 1700 en 2120 meter.